# Panitjkovo
Panitjkovo (bulgariska: Паничково) är ett distrikt i Bulgarien.   Det ligger i kommunen Obsjtina Tjernootjene och regionen Kărdzjali, i den centrala delen av landet, 180 km sydost om huvudstaden Sofia. Antalet invånare är 394. Arean är 9,8 kvadratkilometer.